# Relojoeiro

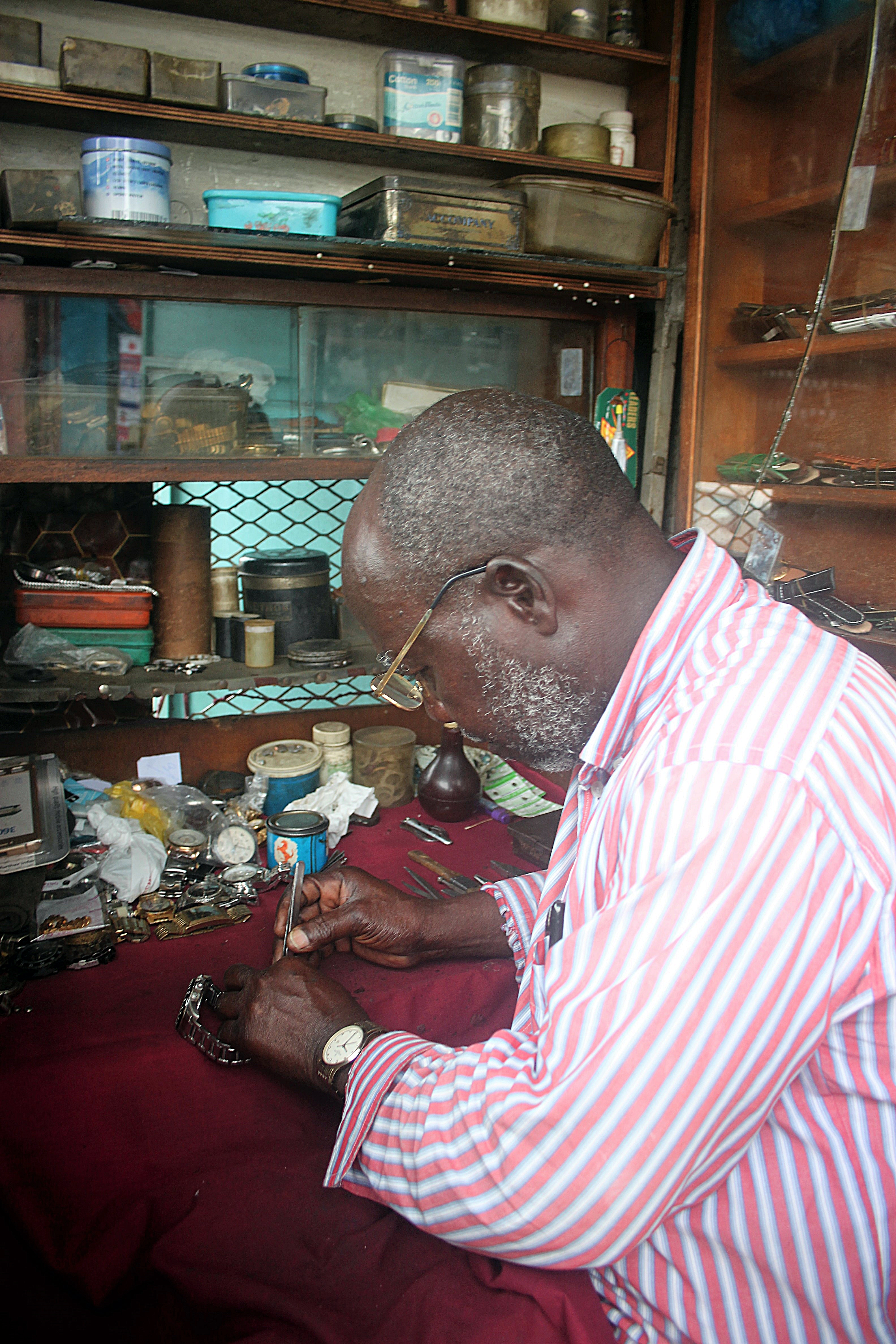
Relojoeiro no Gabão

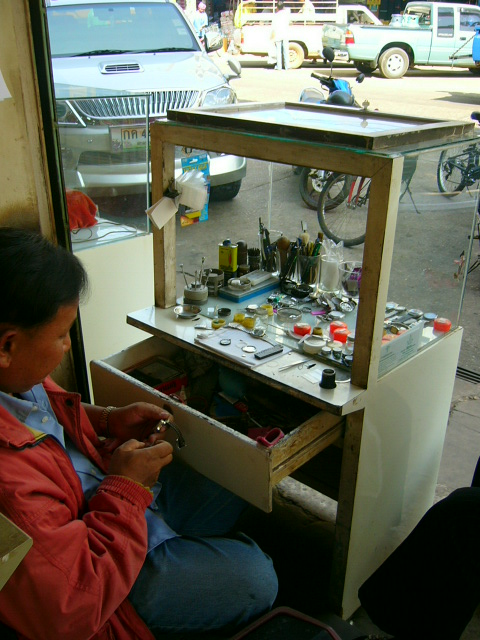
Profissional consertando um relógio na Tailândia.

Um relojoeiro é um artesão que fabrica ou repara relógios. A maioria dos relojoeiros modernos trabalha apenas consertando relógios, e não criando novos modelos, embora um profissional experiente possa fabricar muitas das peças que compôe um relógio mecânico.
Na Inglaterra, historicamente, os relojoeiros deviam passar por um período de treinamento que durava sete anos e depois ingressavam numa guilda como a Worshipful Company of Clockmakers de Londres, antes de vender seu primeiro relógio. Nos dias de hoje, relojoeiros se submetem a cursos de treinamento como o do WOSTEP.

## O relojoeiro como metáfora
William Paley e outros usaram o relojoeiro como analogia para deduzir a existência de Deus (o argumento teleológico) . 
Richard Dawkins posteriormente aplicou esta analogia em seu livro The Blind Watchmaker, argumentando que a evolução é cega, pois não pode ver adiante, e não possui direcionamento.
Alan Moore em sua famosa graphic novel Watchmen, usa a metáfora do relojoeiro como parte central das entrelinhas da história do personagem Dr. Manhattan.
No romance de ficção científica The Mote in God's Eye de Larry Niven, os "Relojoeiros" são uma pequena subespécie tecnologicamente inteligente dos Moties que reparam/aperfeiçoam coisas que lhes são entregues (acompanhadas de comida como pagamento).